# Dognecea

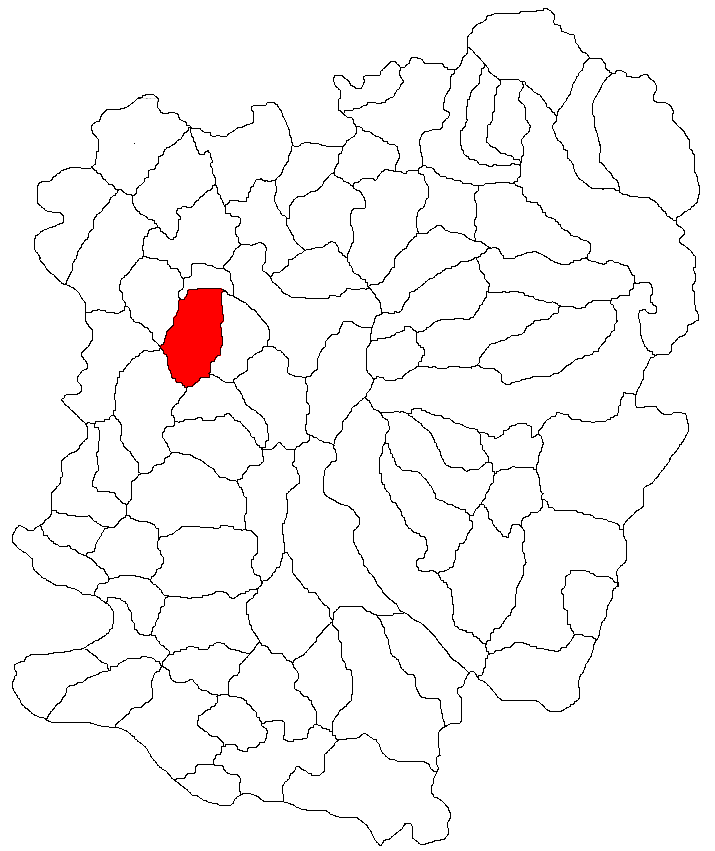
Lage der Gemeinde Dognecea im Kreis Caraș-Severin

Dognecea (deutsch Dognatschka, ungarisch Dognácska) ist eine Gemeinde im Kreis Caraș-Severin in der Region Banat in Rumänien. Zur Gemeinde Dognecea gehört auch das Dorf Calina.

## Nachbarorte
| Fizeș     | Bocșa                                       | Ocna de Fier |
| Jamu Mare | Kompassrose, die auf Nachbargemeinden zeigt | Reșița       |
| Forotic   | Ciudanovița                                 | Carașova     |

## Geschichte
Am nordwestlichen Rand des Banater Gebirges befindet sich das Dognecea-Gebirge (Munții Dognecei). Hier entstand Anfang des 18. Jahrhunderts ein Kupferbergwerk, das die Gründung der Ortschaft Dognatschka nach sich zog.
Bereits im Altertum bauten hier die Römer Gold-, Silber-, Kupfer- und Eisenerz ab. Im 16. und 17. Jahrhundert förderten die Türken hier Edelmetalle. Nach der Vertreibung der Türken im Jahre 1716 begannen die Habsburger mit der Errichtung eines modernen Bergbaus und der Hüttenwerke. 1722 entstand ein Bleibergwerk, das aber schon 1727 wegen der hohen Produktionskosten aufgegeben wurde. Gleichzeitig wurde in den Hüttenwerken auch Kupfer erzeugt.
Durch die Ansiedlung von Tiroler Bergleuten entstand 1727 eine Wohnkolonie, der Bergbauort Dognatschka. 1728 kamen weitere österreichische Berg- und Hüttenarbeiter und zwischen 1730 und 1731 erneut Tiroler Bergleute hinzu. Neben den Deutschen wurden auch Bufänen (walachische Flüchtlinge aus Oltenien) angesiedelt, die hauptsächlich als Köhler arbeiteten. 1723 gab es in Dognatschka ein Bergamt und 1727 ein Berggericht. Im selben Jahr erhielt die Ortschaft auch das Marktrecht und 1730 wurde sie zur Stadt erhoben und trug 1793 die amtliche Bezeichnung „Freie Bergstadt Dognatschka“.
Ab 1740, als in Dognatschka die Kupfermine „Simon & Judas“ erschlossen wurde, stieß man auf große Kupfererzvorkommen. Ende des 18. und Anfang des 19. Jahrhunderts wurden auch große Mengen Silber gefördert und 1818 eine Goldwäscherei betrieben. 
Nachdem 1851 die Berg- und Hüttenwerke des Banater Berglands verstaatlicht wurden, verkaufte die Wiener Hofkammer ihren Montanbesitz aus dem Banat an die ein Jahr zuvor gegründete Kaiserlich-Königliche Privilegierte Österreichische Staatseisenbahngesellschaft, (StEG). Somit wurden auch die in und um Dognatschka gelegenen Kupfer-, Blei-, Zink- und Silbergruben und -hütten, wie auch die Dognatschkaer Eisenhütte verkauft.
Nach dem Bau der Eisenbahnstrecke Reschitz–Eisenstein (1873) wurde die Dognatschkaer Eisenhütte aufgegeben und die Verarbeitung des Eisenerzes nach Reschitz verlegt.
Nach dem Österreichisch-Ungarischen Ausgleich (1867) wurde das Banat dem Königreich Ungarn innerhalb der Doppelmonarchie Österreich-Ungarn angegliedert. 
Im ersten Jahrzehnt des 20. Jahrhunderts fand das Gesetz zur Magyarisierung der Ortsnamen (Ga. 4/1898) Anwendung. Die amtliche Ortsbezeichnung war Dognácska. Die ungarischen Ortsbezeichnungen blieben bis zur Verwaltungsreform von 1923 im Königreich Rumänien gültig, als die rumänischen Ortsbezeichnungen eingeführt wurden.
Als 1919 die Dreiteilung des Banats infolge des Trianon-Vertrags stattfand, fielen zwei Drittel an Rumänien. Seitdem trägt Dognatschka die amtliche Bezeichnung Dognecea.
Infolge des Waffen-SS Abkommens vom 12. Mai 1943 zwischen der Antonescu-Regierung und Hitler-Deutschland wurden alle deutschstämmigen wehrpflichtigen Männer in die deutsche Armee eingezogen.
Dafür mussten die Deutschen aus Rumänien nach dem Seitenwechsel Rumäniens am 23. August 1944 büßen. Noch vor Kriegsende, im Januar 1945, fand die Deportation aller volksdeutschen Frauen zwischen 18 und 30 Jahren und Männer im Alter von 16 bis 45 Jahren zur Aufbauarbeit in die Sowjetunion statt.
Das Bodenreformgesetz vom 23. März 1945, das die entschädigungslose Enteignung der deutschen Bauern, als ehemalige Angehörige der Deutschen Volksgruppe in Rumänien, vorsah, entzog der ländlichen Bevölkerung die Lebensgrundlage. Gleichzeitig wurden auch die Häuser der Deutschen entschädigungslos enteignet. Boden und Bauernhäuser wurden an Kleinbauern, Landarbeiter und Kolonisten aus anderen Landesteilen verteilt.
Durch das Nationalisierungsgesetz vom 11. Juni 1948, das die Verstaatlichung aller Industrie- und Handelsbetriebe, Banken und Versicherungen vorsah, fand die Enteignung aller Wirtschaftsbetriebe statt. Anfang der 1950er Jahre wurde die Kollektivierung der Landwirtschaft vollzogen.
Da die Bevölkerung entlang der rumänisch-jugoslawischen Grenze von der rumänischen Staatsführung nach dem Zerwürfnis Stalins mit Tito und dessen Ausschluss aus dem Kominform-Bündnis als Sicherheitsrisiko eingestuft wurde, erfolgte am 18. Juni 1951 die Deportation in die Bărăgan-Steppe unabhängig von der ethnischen Zugehörigkeit. Die rumänische Führung bezweckte zugleich den einsetzenden Widerstand gegen die bevorstehende Kollektivierung der Landwirtschaft zu brechen. Als die Bărăganverschleppten 1956 heimkehrten, erhielten sie die 1945 enteigneten Häuser und Höfe zurückerstattet. Der Feldbesitz wurde jedoch kollektiviert.

### Kirche und Schule
1741 wurde der Bau der katholischen Kirche beendet und die katholische Pfarrei gegründet. Die orthodoxe Pfarrei wurde 1795 gegründet.
1741 wurde in Dognatschka eine deutschsprachige Bergschule eingerichtet. Zugleich gab es in jenem Jahr auch eine orthodoxe „Nationalschule“ für die Kinder der Bufänen.

## Bildergalerie
Seltene Erze aus dem Bergbaugebiet Dognecea ausgestellt im Museum der ästhetischen Mineralogie des Eisens in Ocna de Fier (Eisenstein):

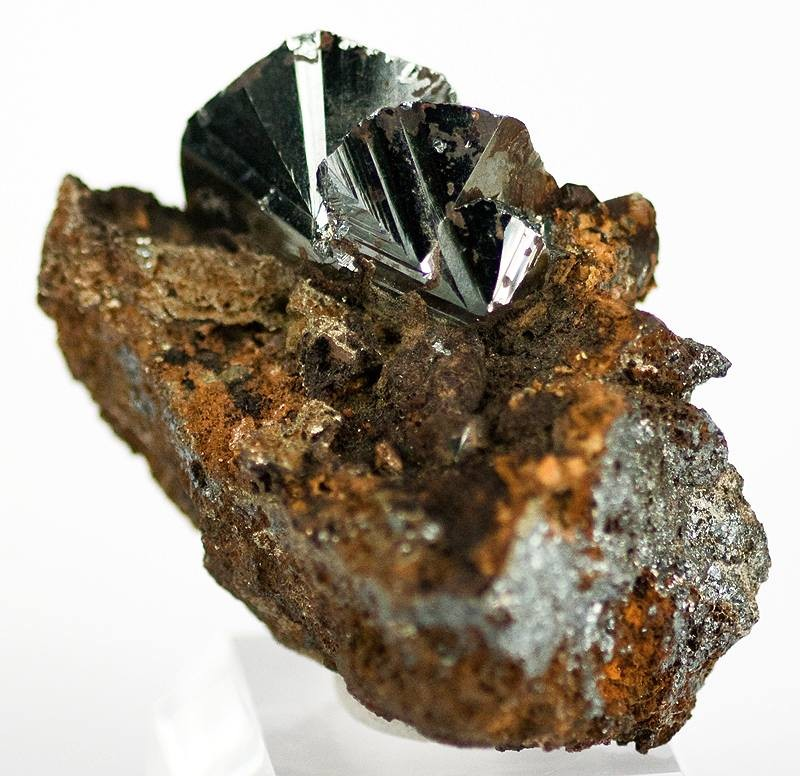
Hämatit
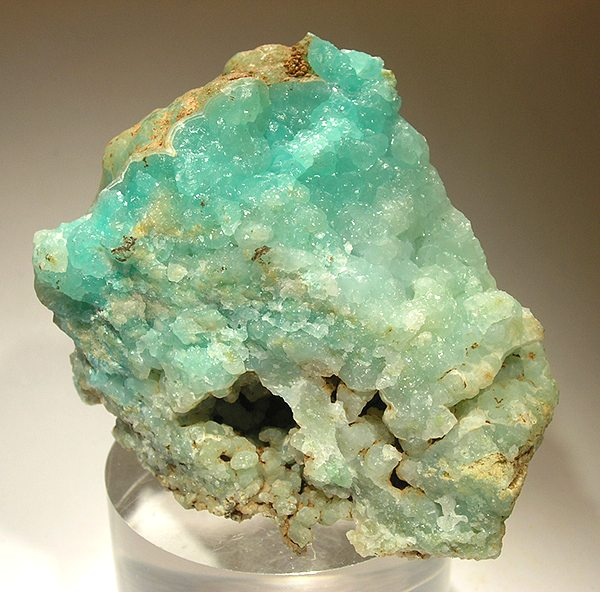
Hemimorphit
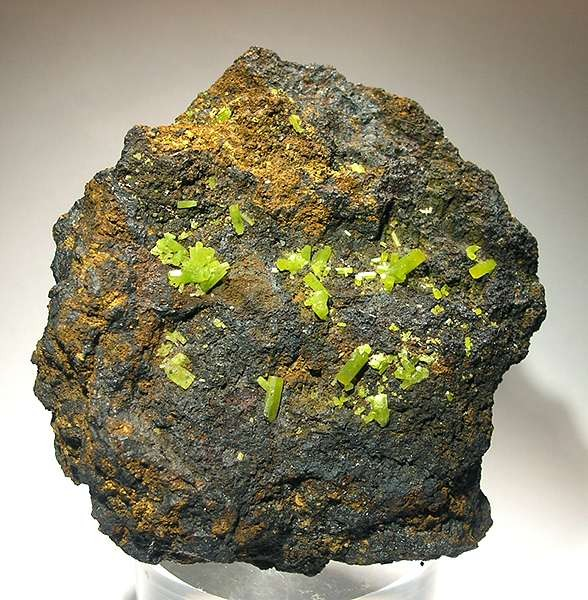
Pyromorphit

## Demografie
| 1880 | 3990 | 2694 | 17 | 1220 | 59           |
| 1910 | 4035 | 2923 | 54 | 1031 | 27           |
| 1930 | 3308 | 2596 | 4  | 699  | 9            |
| 1977 | 2944 | 2593 | 19 | 308  | 24           |
| 2002 | 2044 | 1867 | 8  | 131  | 38           |
| 2011 | 2009 | 1795 | 6  | 68   | 140          |
| 2021 | 1768 | 1476 | 2  | 36   | 254 (5 Roma) |